# Knihovna a archivy Kanada
Knihovna a archivy Kanada (anglicky Library and Archives Canada, LAC; francouzsky Bibliothèque et Archives Canada, BAC) je instituce sloužící mimo jiné jako kanadská národní knihovna a kanadský národní archiv. Jejím úkolem je mj. "získávat a uchovávat dokumentárního dědictví, zpřístupňovat jej Kanaďanům a každému se zájmem o Kanadu" a "sloužit jako trvalý repozitář vládních publikací a vládních a ministerských záznamů s historickou či archivní hodnotou". Instituce vznikla v roce 2004 sloučením Národní knihovny Kanady a Národních archivů Kanady. 
LAC má právo na obdržení povinného výtisku publikací vydaných v Kanadě a vydává národní bibliografi Canadiana. Kromě sbírek knih, časopisů, map, obrazů, archivních záznamů a řady dalších fyzických či digitálních médií spravuje instituce také sbírky genealogické. Hlavní budova LAC se nachází v Ottawě a tři menší pobočky s omezenými službami (ale specializovanými sbírkami) v Halifaxu, Vancouveru a Winnipegu.

## Budovy asbírky knihovny

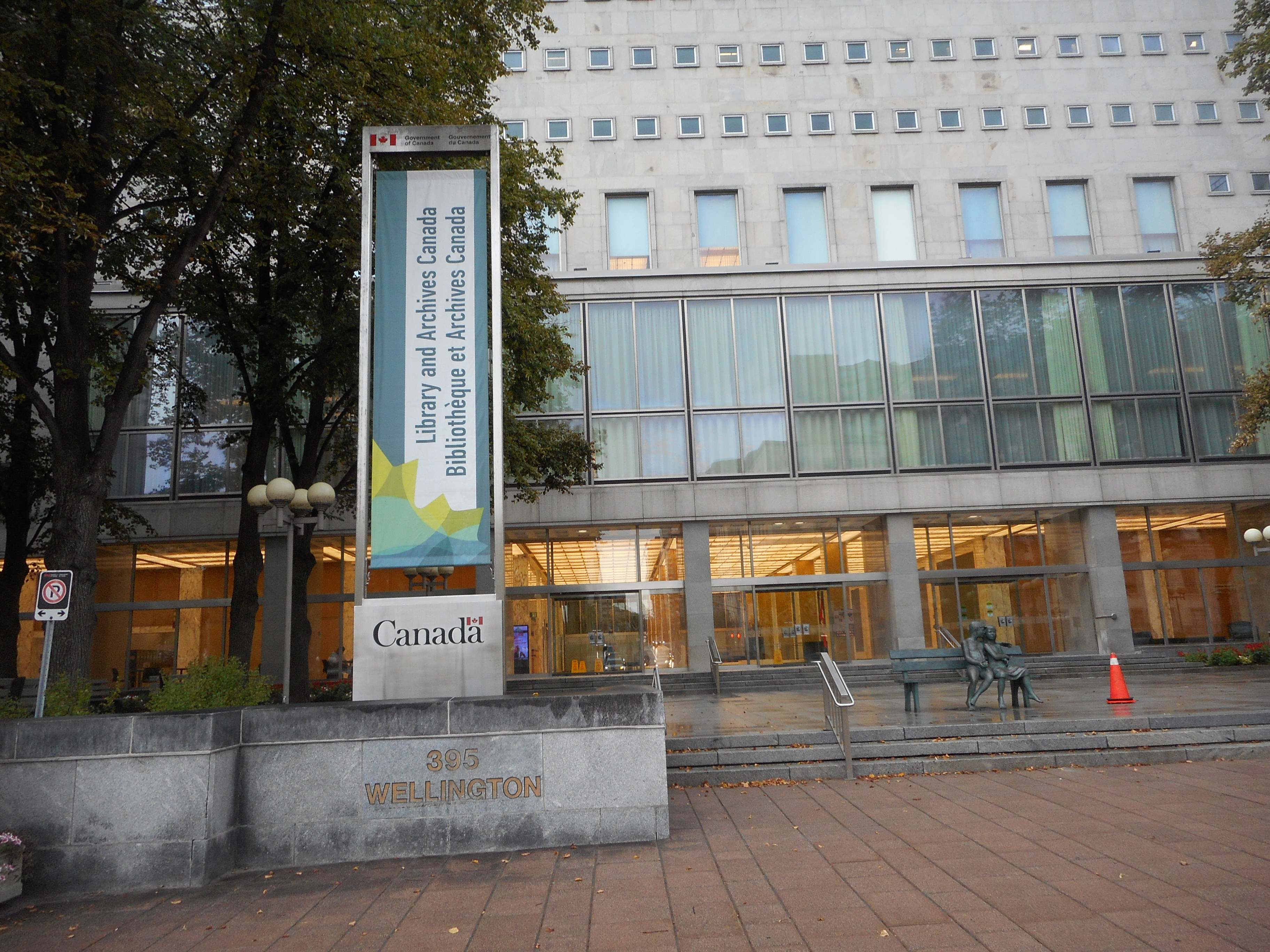
Vstup do hlavní budovy na 395 Wellington Street

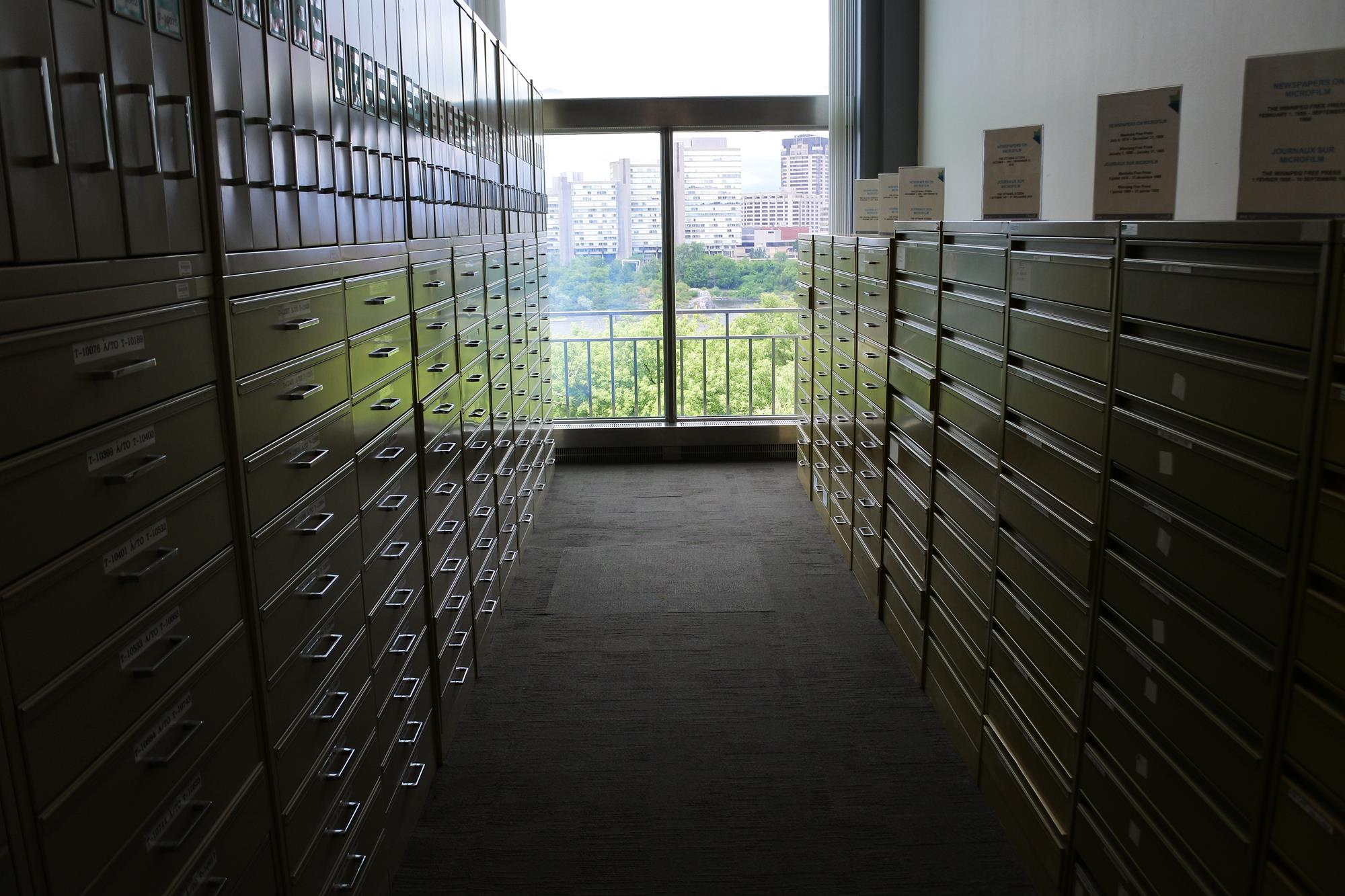
Místnost s mikrofilmy

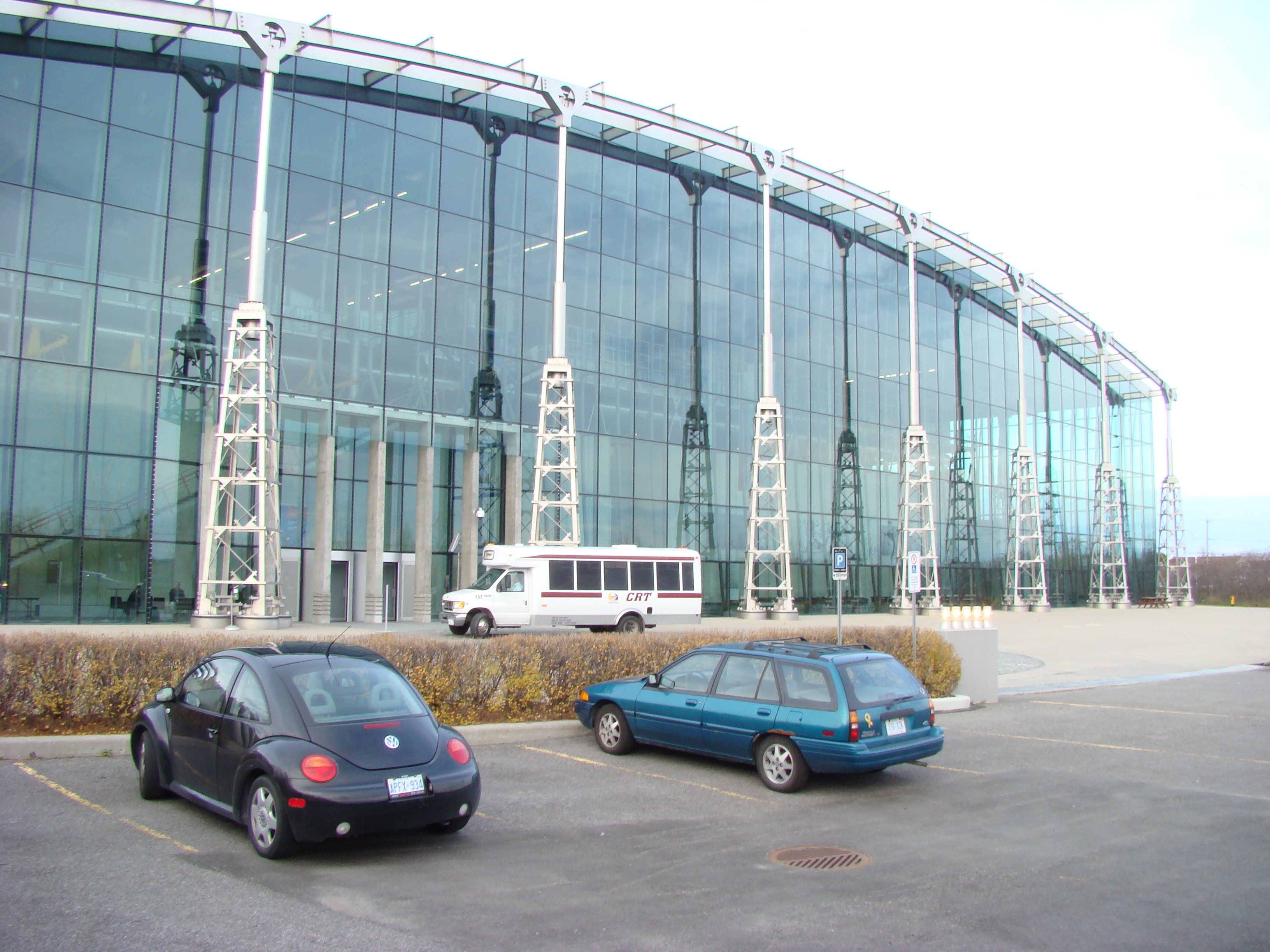
Konzervační centrum v Gatineau

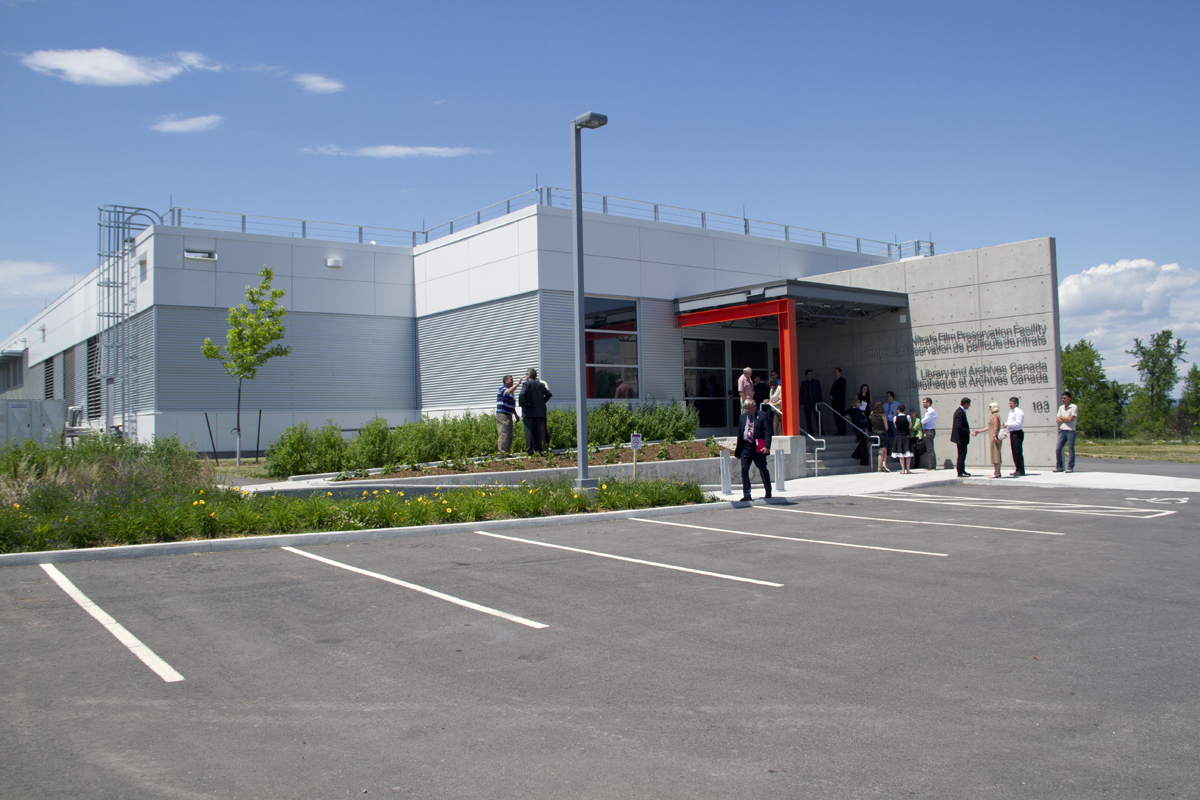
Zařízení pro konzervaci nitrátového filmu v Ottawě

Knihovna a archivy mají kromě hlavní budovy v Ottawě také tři další pobočky. Na všech čtyřech místech je možné využít referenčních a genealogických služeb a všechny mají k dispozici počítače s přístupem k databázím LAC, genealogickým databázím a databázím specializovaných periodik odebíraných LAC.  
- hlavní budova LAC[2] (395 Wellington Street, Ottawa). Budova byla v roce 2009 zapsána na seznam hmotného dědictví Kanady Canada's Historic Places.[3]
  - archivní dokumenty: většina vládních záznamů (vyjma sbírek z Vancouveru a Winnipegu, viz níže) a všechny soukromé archivy
  - publikace: knihy, periodika, noviny, vládní publikace, mapy, partitury
  - referenční sbírky: obecná referenční díla, pomůcky pro vyhledávání v archivech, obrázky na vizitkách (contact cards), seznamy adres, telefonní seznamy, právní předpisy a nařízení
  - genealogické sbírky: referenční díla, rodinné historie, rejstříky pro noviny, rejstříky pro hřbitovy, rejstříky pro církevní záznamy, specializované databáze
  - sbírka Jacoba M. Lowyho: judaika a hebraika publikovaná od 15. do 20. století (knihy a dokumenty týkající se Židů a židovského náboženství a hebrejštiny)
- Halifax[4] (v Kanadském muzeu imigrace)  
  - žádné fyzické sbírky
- Vancouver[5] (v Ústřední veřejné knihovně Vancouveru)
  - archivní záznamy ministerstev Vztahy mezi Korunou a původními obyvateli a záležitosti Severních oblastí Kanada (Crown-Indigenous Relations and Northern Affairs Canada) a Služby původním obyvatelům Kanada (Indigenous Services Canada) a jejich předchůdců v Britské Kolumbii a Yukonu (dokumenty je nutné objednat předem)
- Winnipeg[6] (v Centrálním regionálním středisku služeb)  
  - archivní záznamy úřadů federální vlády v Albertě, Manitobě, Saskatchewanu, severozápadním Ontariu a Severozápadních teritoriích (dokumenty je nutné objednat předem)

- Konzervační centrum[7] a Konzervační sklady v Gatineau[8] (Gatineau, Québec) (The Gatineau Preservation Centre (GPC), Preservation Storage Facility) tvořící dohromady Konzervační kampus (Preservation Campus)
  - Centrum v Gatineau (otevřené v roce 1997) obsahuje 48 skladišť pro nejrůznější typy dokumentů, od knih a periodik, přes mapy a plakáty, až po celulózové filmy či obrazy; a laboratoře s vybavením pro konzervátorské práce.
  - Konzervační sklady (otevřené v roce 2022) je označení pro 6 automatizovaných skladišť pro papír, mikrofilm a filmové pásy o 21 tisících krychlových metrech. Automatizované je udržování tepelných, světelných a vlhkostních podmínek, hlídání částic v ovzduší, i systém pro vyhledávání a ukládání dokumentů.

- Zařízení pro konzervaci nitrátového filmu[9] v Ottawě (otevřené v roce 2011) (Nitrate film preservation facility) uchovává ve vhodných podmínkách (především za nízké teploty odvracející riziko vznícení nitrátu) přes 5 a půl milionu filmových kotoučů a 600 tisíc fotografií.

- Ādisōke[10] (otevření v roce 2026) (555 Albert Street, Ottawa) je budova nabízející služby Ottawské městské knihovny a LAC (především přesunuté Genealogické centrum) na jednom místě. Projekt obou institucí odstartoval v roce 2016 a stavba započala v roce 2022. Ādisōke znamená v jazyce Anishinaabemowin (jeden z jazyků původních obyvatel Kanady) "vyprávění příběhů".[11][12]

## Angličtina afrancouzština
Knihovna a Archivy Kanada užívají v rámci politiky Kanady oba oficiální jazyky jako rovnocenné. LAC (či francouzsky BAC) v obou jazycích nabízí své služby a shromažďuje v nich dokumenty. Ve dvou jazykových verzích existují také oficiální webové stránky a každá publikace vydaná LAC/BAC (například ročenky) obsahuje obě jazykové verze, či je vydaná dvakrát. Existují také direktivy ohledně vytváření bibliografických záznamů a deskriptivních metadat. Dokumenty v angličtině či francouzštině jsou popisované v daném jazyce, dokumenty obsahující oba jazyky ve "výrazné šíři" jsou popisované dvěma záznamy (jeden pro angličtinu, jeden pro francouzštinu) a dokumenty v jazycích původních obyvatel a cizích jazycích jsou popisovány v angličtině.

## Právo povinného výtisku anárodní bibliografieCanadiana
Současně se svým vznikem v roce 1953 Národní knihovna Kanady obdržela zákonem dané právo na povinný výtisk knih ve dvou kopiích. Právo povinného výtisku, které se nejprve vztahovalo pouze na knihy, bylo postupně rozšiřováno na další dokumenty a nosiče informací: periodika (1964), zvukové nahrávky (1969), vzdělávací pomůcky a hračky (educational kits) (1978), mikrofilmy (1988), video nahrávky (1993), elektronické publikace na fyzických nosičích, jako např. CD-ROMech, (1995) a kartografické materiály, on-line publikace a internetové stránky (2007). Právo povinného výtisku bylo potvrzeno i zákonem slučujícím Národní knihovnu a Národní archivy do jedné instituce a dále upraveno zákonem z roku 2006 věnujícím se především digitálním publikacím.
Knihovna již od roku 1951 (tehdy ještě jako Bibliografické centrum) vydává katalog Canadiana, kanadskou národní bibliografii dříve vydávanou Torontskou veřejnou knihovnou pod jménem Kanadský knižní katalog (Canadian Catalogue of Books). V 80. letech 20. století národní knihovna pracovala na retrospektivním katalogu Canadiany pro publikace vydané před rokem 1950, přičemž retrospektivní katalog pro léta 1867 až 1900 byl již hotový. Vedle národní bibliografie Knihovna udržuje také databázi Kanadské diplomové práce (Canadian Theses), všech závěrečných prací přijatých kanadskými univerzitami.

## Historie

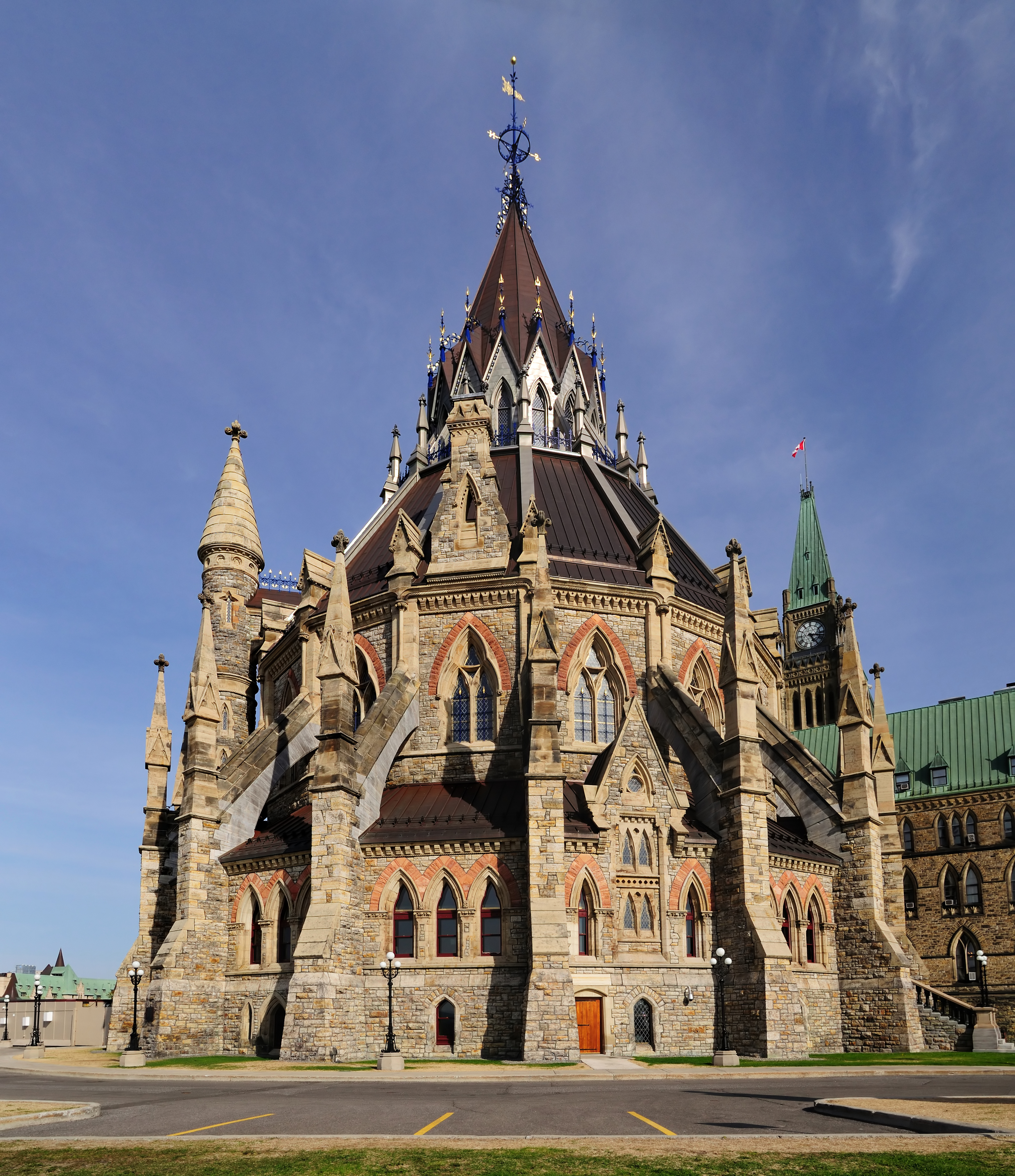
Parlamentní knihovna Kanady

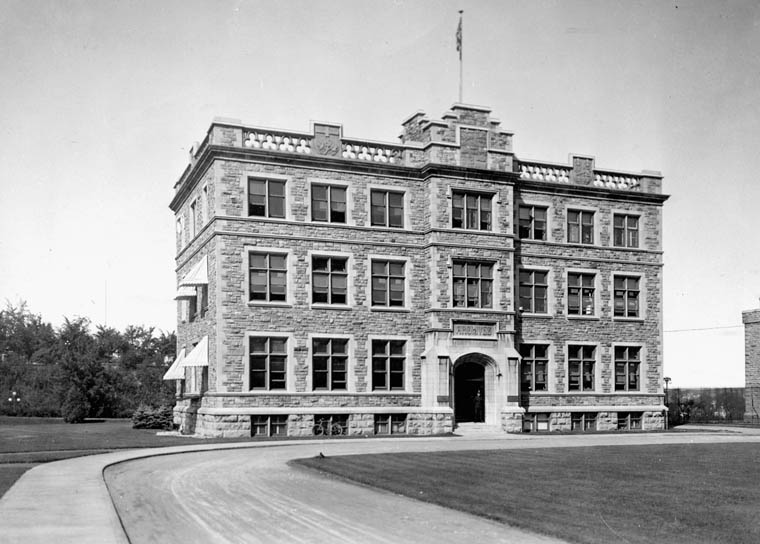
Budova Veřejných archivů Kanady kolem roku 1923 (otevřená v roce 1903 pro tehdejší Archivy Dominia)

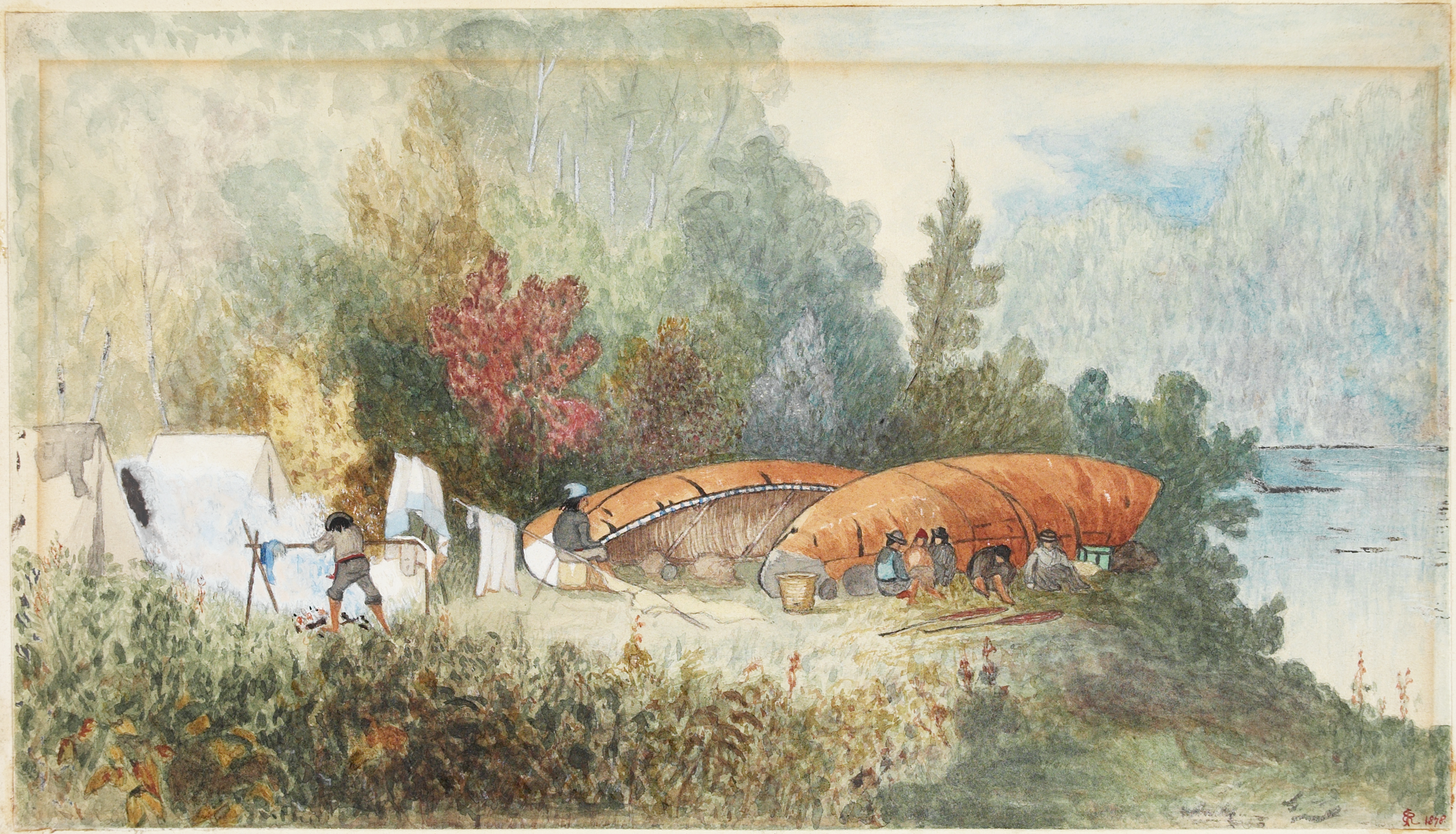
Přenášení lodí pod vodopády Kakabeka, řeka Kaministiquia, Hořejší jezero (1878) od Edwarda Ropera - obraz z Kolekce Petera Winkwortha

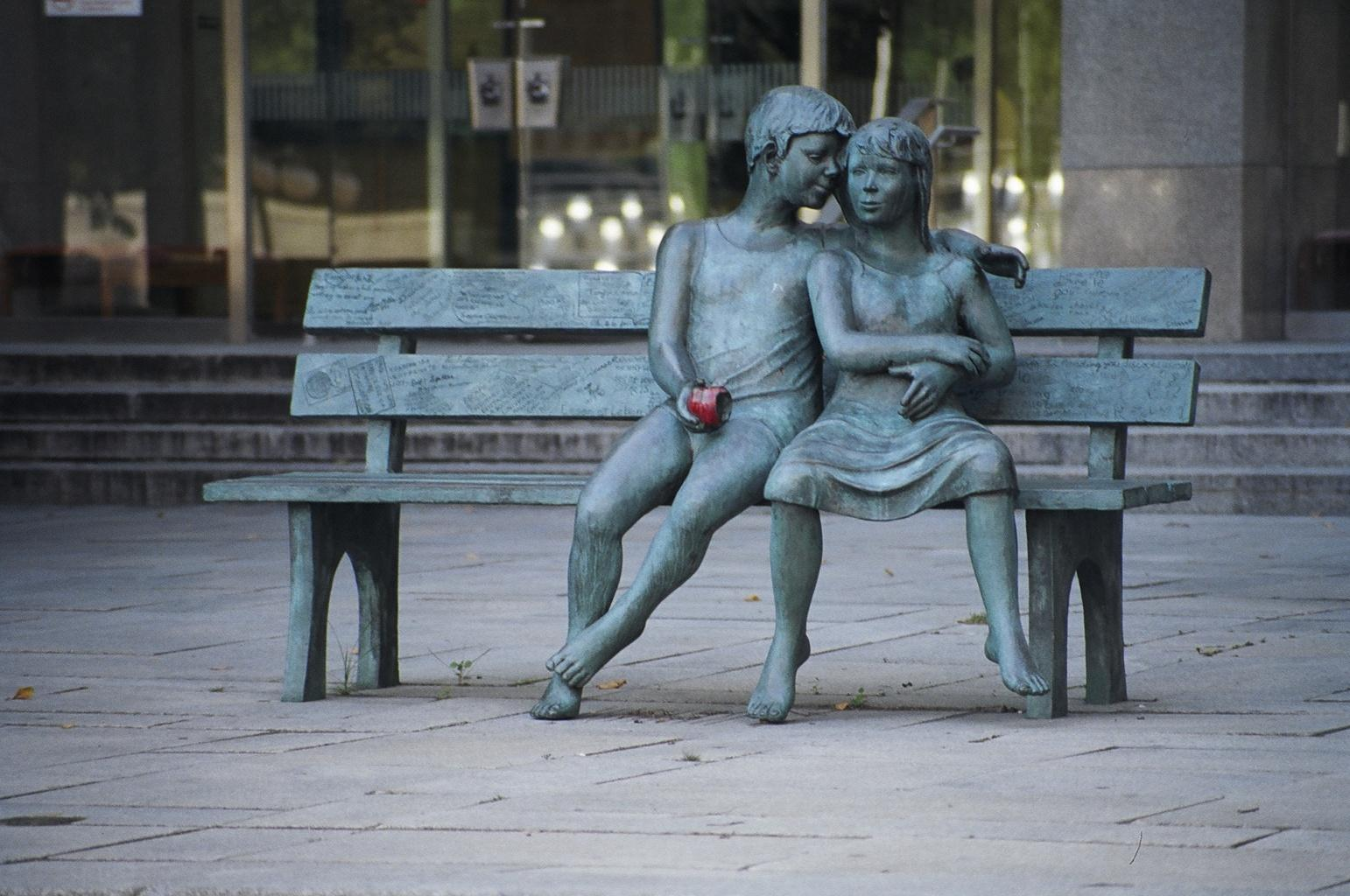
Tajná lavička vědění od kanadsko-české umělkyně Ley Vivot před vstupem do hlavní budovy

Knihovna parlamentu, která vznikla v roce 1871, měla podle části svých podporovatelů zastávat roli knihovny parlamentní a zároveň národní. Plány na její přetvoření v instituci podobnou americké Knihovně Kongresu však zůstaly nenaplněny. Již roku 1872 byly ustaveny také Archivy dominia, jejichž existence byla v následujících desetiletích kritizována jejich odpůrci prosazujícími sloučení s parlamentní knihovnou z důvodů uživatelské pohodlnosti a financování. Kanadský premiér Alexander Mackenzie byl velkým odpůrcem takového sloučení a například v roce 1883 v parlamentní debatě volal po tom, že by Kanadské dominium "mělo mít národní knihovnu uchovávající každou knihu, která by uchovávána být měla".
Archivy Dominia byly založeny jako depozitář rukopisů a ne jako archiv veřejných záznamů. Posláním Hlavního archiváře (First Archivist) bylo "sbírat, třídit a uchovávat" historické dokumenty týkající se Kanady v obdobích francouzské a britské správy, ať už z veřejných depozitářů ve Spojeném království a Francii, nebo ze soukromých sbírek. Správce záznamů (Keeper of Records) jmenovaný ministrem spravoval vládní a veřejné záznamy. Toto rozdělení kompetencí vedlo ke vzniku dvou sbírek, a funkce tak byly sloučeny v roce 1903, kdy byla zároveň dokončena nová budova archivů. V roce 1912 byly pak Archivy zákonem povýšeny na Veřejné archivy Kanady (Public Archives of Canada) se statusem odpovídajícím ministerstvu. A v roce 1987 byly přejmenovány na Národní archivy Kanady (National Archives of Canada).
Národní knihovna, navzdory nejrůznějším kampaním na podporu jejího vzniku, byla založena až v druhé polovině 20. století. Politický tlak vyvíjený Národní asociací knihoven, vzniklou v roce 1946, vyústil nejprve v roce 1950 v založení Kanadského bibliografického centra (The Canadian Bibliographic Centre) v budově Veřejných archivů Kanady na Sussex Drive v Ottawě, což natrvalo provázalo další historii obou těchto institucí. Roku 1953 bylo bibliografické centrum absorbováno nově založenou Národní knihovnu Kanady (National Library of Canada). O tři roky později se knihovna z prostor muzea Veřejných archivů, které jí již přestávaly stačit, přesunula do třetího patra nové budovy archivů (Public Archives Record Building) na Tunney's Pasture, zemědělské půdě zakoupené federální vládou pro vznik nové čtvrti pro vládní budovy. V roce 1963, po deseti letech odkladů, začala výstava budovy na Wellington Street. K jejímu slavnostnímu otevření došlo 20. června 1967 a knihovna se do ní přestěhovala s přibližně 400 tisíci svazky.
Roku 2002 Národní archiv Kanady zakoupil od sběratele Petera Winkwortha více než 4 tisíce děl kanadských autorů. Sbírka (Peter Winkworth Collection) obsahovala akvarely, tisky, osm olejomaleb a vázané svazky dalších kreseb, akvarelů a tisků z posledních čtyř set let, a převážně z 19. století. Sbírka byla rozšířena další akvizicí z roku 2008.
Federální instituce Knihovna a archivy Kanada (Library and Archives Canada, LAC) vznikla v dubnu 2004 sloučením Národní knihovny a Národních archivů Kanady. V roce 2007 LAC zahájila provoz Webového archivu kanadské vlády (Government of Canada Web Archive).